# Ар-рай
Ар-рай (араб. الرأي‎ — взгляд, мнение, суждение) — собственное независимое мнение или суждение факиха, на основании которого он выносит фетву.

## Возникновение
Возникновение понятия ар-рай связывается с халифом Умаром ибн аль-Хаттабом, который послал Абдуллу ибн Масуда в Ирак в качестве кади. Халиф Умар при этом разъяснил, что под ар-раем подразумеваются суждение по аналогии и общественная польза. В противопоставление «сторонникам предания» (ахль аль-хадис), последователи Абдуллы ибн Масуда стали называться «сторонниками независимого мнения» (асхаб ар-рай).

## Категории
С конца VII — начала VIII в. из понятия ар-рай стали выделяться различные категории, определявшие методы решения правовых вопросов и методы рационалистического исследования. Так Хаммад ибн Абу Сулайман и его ученик Абу Ханифа разработали метод «суждения по аналогии» и «предпочтительное решение», основатель маликитского мазхаба Малик ибн Анас разработал категории «независимое суждение ради пользы» (истислах) и «суждение о разрешении и запрещении» (зараи), а ученик имама Малика Мухаммад аш-Шафии разработал категорию «дедуктивный вывод» (истидлал). Все вышеперечисленные богословы в большей или меньшей степени применяли категорию «презумпция неизменности состояния» (истисхаб).
Все эти категории не содержали в себе прецедентного правового материала и позволяли успешно решать затруднения, возникающие при буквальном истолковании текстов Корана и Сунны. Применение одних категорий ар-рая и отрицание других является одним из определяющих признаков различия (ихтилаф) между мазхабами.
После сложение мазхабов понятие ар-рай вышло из употребления, будучи поглощенным понятием иджтихад или ассоциируясь с «суждением по аналогии» (кияс).